# Ruttplanering
Ruttplanering är en form av nätverksanalys som används för att beräkna antingen kortaste vägen eller snabbaste vägen mellan angivna start- och slutpunkter.
Databasen för ruttplaneringen, som är en geografisk databas med topologi kan och bör innehålla uppgifter om hastigheter, svängrestriktioner, enkelriktning mm som behövs för att kunna generera en korrekt rutt. Broar, tunnlar och färjeleder måste kunna hanteras. Metoden är vanlig i web-kartprogram för reseplanering på internet idag, men har sitt ursprung i GIS-programvaror.
Ett algoritm användbar för ruttplaneringen är Dijkstras algoritm.

## Exempel
BRouter, Google maps och Navteq map24 är exempel på reseplanerare.

Exempel på ruttplanerare som arbetar med flera parallella rutter är Resejämföraren, som jämför gång, cykel, bil och kollektivtrafik, alla trafikslag med sina olika restriktioner.  